# Venus de Mauern
La Venus de Mauern (també "Rote von Mauern") és una Venus prehistòrica del Paleolític superior. Pertany al període gravetià, de cap al 25000 abans de la nostra era. L'estatueta de pedra calcària pintada de roig es va trobar al 1948 a prop de Mauern (Rennertshofen) i es conserva en la Col·lecció Arqueològica Estatal de Múnic des de llavors.

## Troballa
Les excavacions del 1948/49 a les coves de les vinyes prop de Mauern, a la vall de Wellheim, les va dirigir el prehistoriador Lothar Zotz de la Universitat d'Erlangen. L'arqueòleg aficionat Christoff von Vojkffy va trobar l'estatueta el 24 d'agost del 1948 durant l'excavació, al vessant exterior entre les coves 2 i 3.

## Descripció

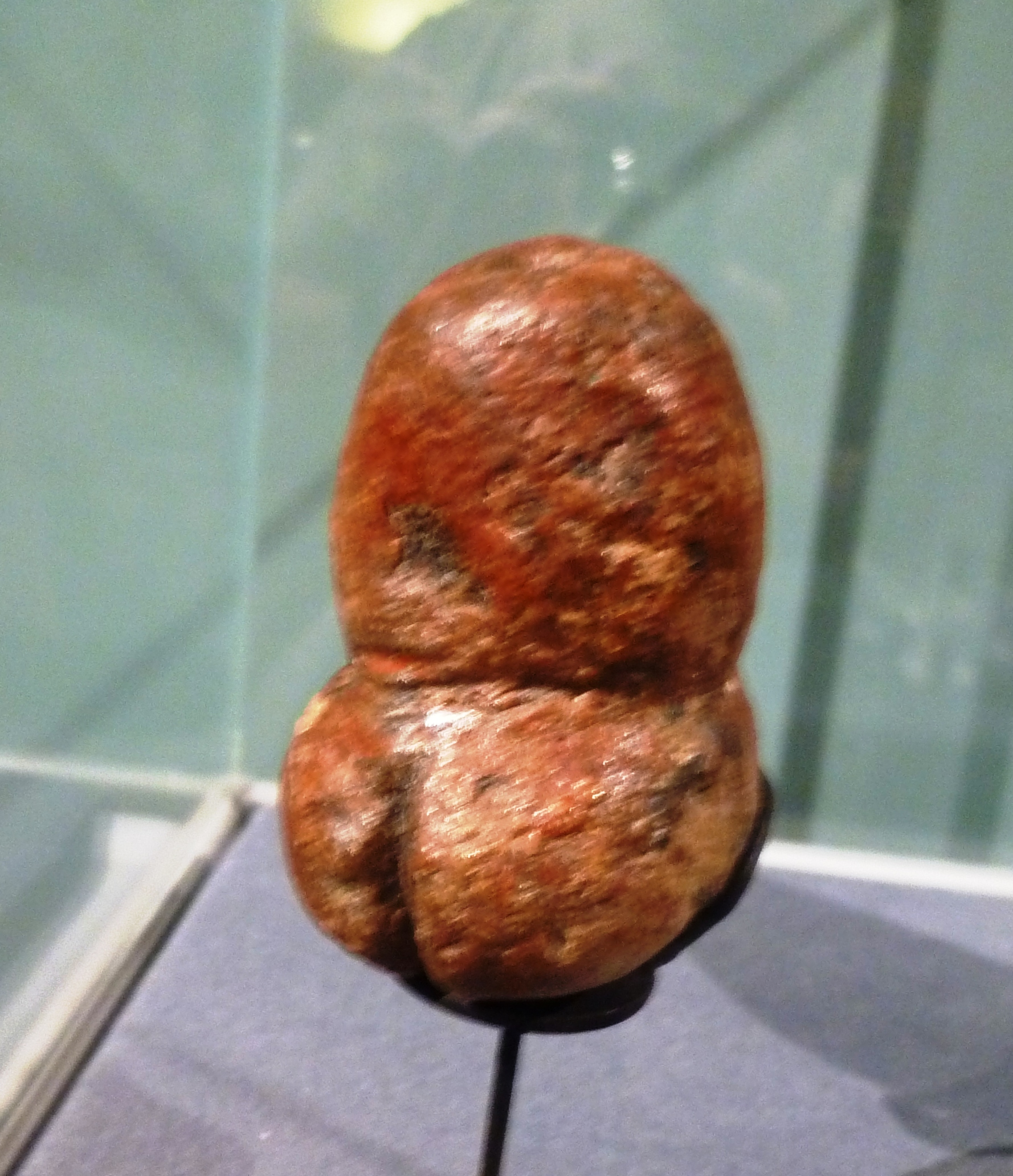
La Venus de Mauern

La figura, de 7,2 cm d'alçada, és feta en pedra calcària margosa i acolorida de roig. L'estatueta es pot interpretar de dues formes: com una representació fortament estilitzada d'una dona amb natges marcades o com un penis amb testicles. A la part superior hi ha un petit enfonsament que es podria interpretar com una representació del conducte urinari. Aquest tipus de representació que conjumina tots dos sexes segons l'angle de visió apareix en diferents estatuetes del Paleolític superior, com ara les figures de Dolní Vestonice, Gönnersdorf, Nebra, Mesin, Milandes, Oelknitz, Savignano, Trasimeno i Trou Magrite.

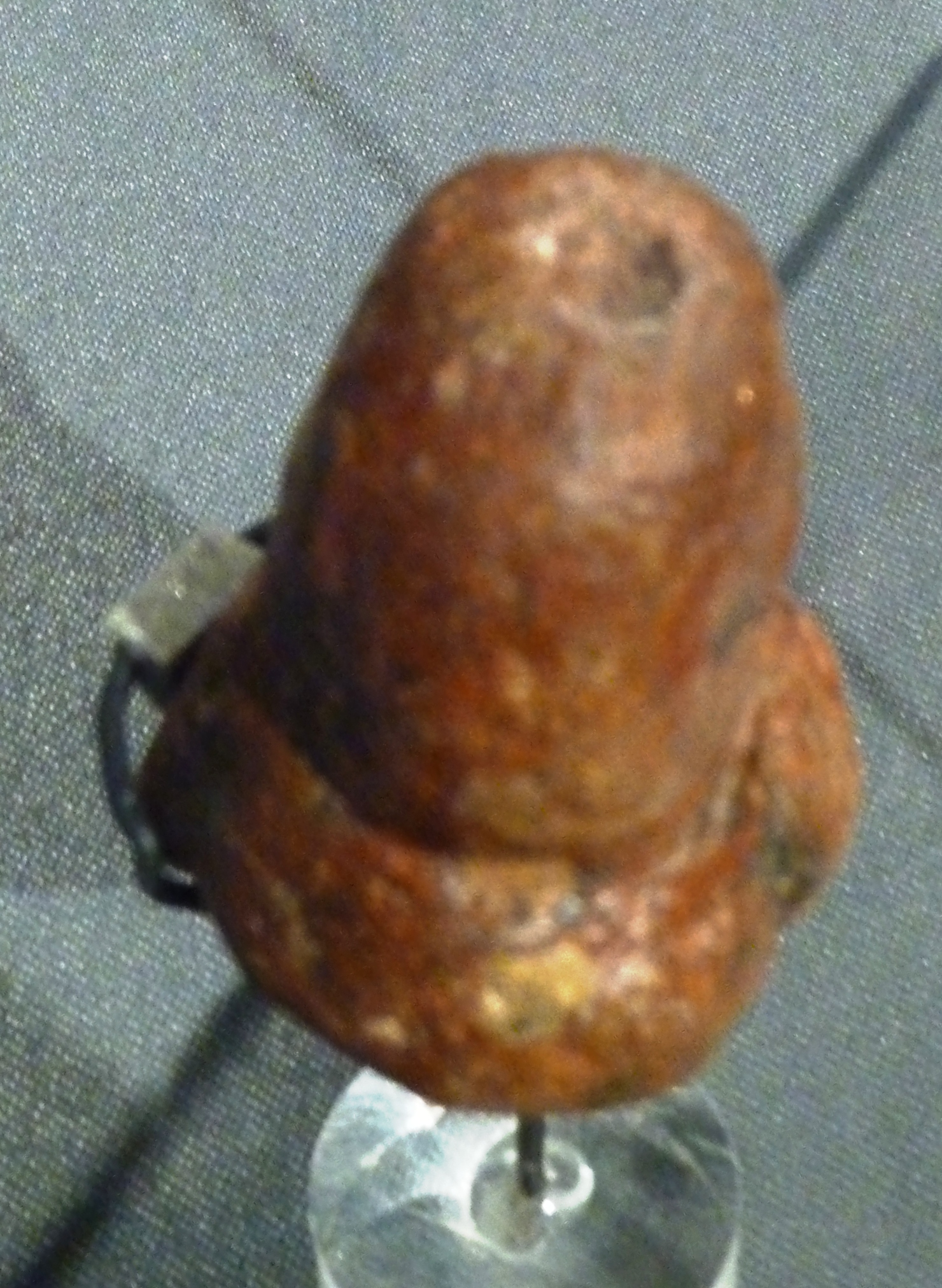
Enfonsament en la part superior de l'estatueta